# Grigore Crăiniceanu
Grigore Crăiniceanu (Crainici, 1852-Bucarest, 1935) fue militar rumano.

## Biografía
Nacido el 20 de julio de 1852 en la localidad de Crainici, perteneciente a la comuna de Bala, estudió en el colegio Sfântul Sava. Fue estudiante de la escuela militar en 1869. Se convirtió en segundo teniente en 1873 y luego se graduó en la escuela de artillería e ingeniería de Bruselas en 1878. Ascendido a coronel en 1893, fue profesor de fortificación en las escuelas militares desde 1878, luego jefe del servicio de gendarmería de Bucarest, jefe de Estado Mayor del tercer Cuerpo de Ejército, secretario general del Ministerio de Guerra y subordinado del jefe de Estado Mayor del Ejército. A su regreso del extranjero entró en la guerra de la independencia como teniente y comandante de una compañía. Trabajó en las fortificaciones de Calafat, en las de Plevna y Vidin, en las trincheras de Grivitsa y en las obras de ataque de Opanez. Fundó la Revista Armatei en 1880 y el Cercul Publicaţiunilor militare en 1890. Miembro de la Academia Rumana, falleció el 1 de octubre de 1935 en Bucarest.
Entre sus publicaciones se encontraron títulos como Curs de fortificaţiune (en 5 volúmenes, 1881-1886, que fue premiado por la Academia Rumana), Constituirea cetăților şi fortificarea ţărilor, Neutralitatea României într'un resboiii viitor, Utilitatea cetaților, Nou curs de fortificaţiune en 3 volúmenes, Geografia militară a ţărei—idei de apărare y, en francés, Experiences de coupoles à Bucarest y La fortification permanente actuelle.